# Klučov (okres Třebíč)
Obec Klučov (německy Klutschau, starší názvy též villam dictam Cluczow, in Kluczow, v Kluczowye, dříve též Klúčov) se nachází v okrese Třebíč v Kraji Vysočina. Leží asi 5 km jihovýchodně od Třebíče. Žije zde 173 obyvatel. Součástí obce je také Dvůr Lhota, kde je evidováno 6 adres.
Sousedními obcemi sídla jsou Ostašov, Kožichovice, Dolní Vilémovice, Slavičky, Petrůvky, Lipník a Střítež.

## Geografie
Klučovem prochází ze západu na jih silnice ze Stříteže přes Dvůr Lhota do Lipníku, z Klučova pak vychází silnice na východ do Dolních Vilémovic a na sever k silnici II/351 a dál do Pozďátek. Severně od vesnice vede také užitková cesta pod kopcem Záhoří, která ústí do silnice II/351 u Kožichovic. Přes Klučov vedou cyklostezky 401, A a začíná tam i cyklostezka 5213, která pokračuje dále do Slaviček. Okolo Klučovské hory vede přes zalesněnou část území obce také pěší trasa Třebíčský okruh, z Klučovské hory pak vychází také zelená turistická trasa. 
Západní část území obce je kopcovitá a zalesněná, východní část je naopak poměrně plochá a zemědělsky využívaná. Jihozápadně od vesnice se nachází PP Klučovský kopec. 
Na jihozápadním okraji území obce v lese pramení nepojmenovaný potok, na kterém následně leží Černý rybník a při okraji území obce se vlévá do potoka Zátoky, který pramení jižně od PP Klučovský kopec nedaleko rybníka Horák, přes který protéká a nadále protéká přes soustavu několika rybníků do Petrůvek. Jižně od zastavěného území obce se nachází rybníky Machák, Nadýmák a Matouš, z Mácháku pak vychází Rouchovanka (jinak též Mocla), která protéká přes zbylé dva a následně přes kaskádu rybníků pokračuje přes Lipník směrem na západ, kde se pak vlévá do Rokytné. V Klučově se stéká několik zdrojnic Střížovského potoka, který pak přes Klučovský rybník (již na území obce Slavičky) pokračuje severně a u Vladislavi se vlévá do Jihlavy. 
Na východním okraji území obce se nachází Klučovská hora (595 m) s torzem vysílače, kopec Záhoří (590 m) a nepojmenovaný kopec s kótou 582 m.
Při silnici na jižním okraji území obce se nachází Dvůr Lhota.

## Historie
První písemná zmínka o obci pochází z roku 1351, další zmínky, které uvádí příslušnost do majetku třebíčského kláštera spadají do roku 1406. Název obce snad pochází z doby, kdy obyvatelé obce hospodařili na půdě získané klučením. V roce 1348 existovala zmínka o Adamovi z Klučova. V roce 1351 pak patřila část vesnice Buzkovi z Velhartic, další část pak Vilémovi z Mikulovic. V roce 1390 pak Jan z Mikulovic prodal svoji část vesnice Pavlíkovi z Nezamyslic, ten pak prodal majetek Janovi z Lipníka, který pak roku 1407 prodal majetky ve vsi Michkovi ze Lhoty. Jeho dcera Markéta se pak spojila s manželem a sloučila tak majetky ve Lhotě, Klučově, Štěpánovicích a v Lipníku. Její poslední manžel Zikmund pak majetky manželky zdědil a část ještě dříve odkoupil a pak roku 1464 se spojil se svými syny. V roce 1480 pak Klučov patřil Zikmundovu vnukovi Hynkovi. V roce 1504 získal Klučov Zikmundova vnučka Ludmila. V roce 1535 pak odkoupil Klučov Jan Chroustenský z Malovar a tato část Klučova tak spadla do majetku myslibořického panství.
Druhá část Klučova patřila třebíčskému klášteru a postupně dalším majitelům, v roce 1406 pak tato část vesnice byla zakoupena Michkem ze Lhoty. Následně je zdědila jeho manželka, která se pak spojila s Kristoforem z Ratibořic. V roce 1447 majitel Ratibořic Beneš z Ratibořic získal i ves Klučov, o rok později ale ratibořické panství zakoupil Jindřich z Petrovic. Následně pak Ratibořice získal Čeněk z Čechočovic, pak Markvard z Kralovic a pak i Hanek ze Zap. V roce 1508 se jeho dcera vdala za Jana z Arklebic, který byl majitelem myslibořického panství a tak se stal celý Klučov součástí myslibořického panství. Roku 1886 byla ve vsi zřízena škola, od roku 1924 již pouze jednotřídní. V roce 1911 byl v obci zřízen lihovar. V roce 1961 byla obec kanalizována a posléze byla postavena čistírna odpadních vod a kulturní dům. Roku 1998 byla obec plynofikována a o rok později byl rozveden obecní vodovod a postaven vodojem. Roku 1992 získala obec znak.
Do roku 1849 patřil Klučov do myslibořického panství, od roku 1850 patřil do okresu Moravské Budějovice, pak od roku 1901 do okresu Třebíč. Mezi lety 1850 a 1882 patřil Klučov pod Lipník, následně se obec osamostatnila.
| Rok            | 1869 | 1880 | 1890 | 1900 | 1910 | 1921 | 1930 | 1950 | 1961 | 1970 | 1980 | 1991 | 2001 | 2011 | 2021 |
| -------------- | ---- | ---- | ---- | ---- | ---- | ---- | ---- | ---- | ---- | ---- | ---- | ---- | ---- | ---- | ---- |
| Počet obyvatel | 276  | 288  | 314  | 374  | 299  | 275  | 248  | 201  | 186  | 174  | 150  | 122  | 135  | 135  | 172  |
| Počet domů     | 33   | 36   | 36   | 37   | 38   | 38   | 40   | 46   | 43   | 41   | 43   | 41   | 53   | 71   | 75   |

## Politika

### Volby do Poslanecké sněmovny
|       | 2006               | 2010                | 2013                | 2017                | 2021                |
| ----- | ------------------ | ------------------- | ------------------- | ------------------- | ------------------- |
| 1.    | ČSSD (34,04 %)     | VV (17,69 %)        | ČSSD (22,01 %)      | ANO (21,1 %)        | ANO (30,9 %)        |
| 2.    | KSČM (20,21 %)     | ČSSD (16,81 %)      | KSČM (20,18 %)      | SPD (18,34 %)       | SPD (16,36 %)       |
| 3.    | ODS (19,14 %)      | KSČM (14,15 %)      | Úsvit (14,67 %)     | KSČM (13,76 %)      | SPOLU (16,36 %)     |
| účast | 77,05 % (94 z 122) | 84,33 % (113 z 134) | 79,86 % (111 z 139) | 76,92 % (109 z 143) | 80,43 % (111 z 138) |

### Volby do krajského zastupitelstva
|      | 1.                 | 2.                       | 3.                    | účast              |
| ---- | ------------------ | ------------------------ | --------------------- | ------------------ |
| 2000 | 4KOALICE (27,65 %) | KSČM (25,53 %)           | ODS (17,02 %)         | 48,57 % (51 z 105) |
| 2004 | ODS (30 %)         | KDU-ČSL (27,5 %)         | KSČM (25 %)           | 35,08 % (40 z 114) |
| 2008 | ČSSD (28,16 %)     | KSČM (19,71 %)           | ODS (16,9 %)          | 56,8 % (71 z 125)  |
| 2012 | ČSSD (24,35 %)     | KSČM (23,07 %)           | KDU-ČSL (16,66 %)     | 55,56 % (80 z 144) |
| 2016 | ČSSD (16,9 %)      | KDU-ČSL (16,9 %)         | KSČM (16,9 %)         | 49,32 % (73 z 148) |
| 2020 | ČSSD (16,92 %)     | SPD (15,38 %)            | ODS+STO (15,38 %)     | 47,55 % (68 z 143) |
| 2024 | ANO (37,14 %)      | ODS+TOP 09+STO (12,85 %) | STAN+SNK ED (12,85 %) | 47,97 % (71 z 148) |

### Prezidentské volby
V prvním kole prezidentských voleb v roce 2013 první místo obsadil Miloš Zeman (38 hlasů), druhé místo obsadil Jan Fischer (20 hlasů) a třetí místo obsadil Jiří Dienstbier (15 hlasů). Volební účast byla 76,92 %, tj. 110 ze 143 oprávněných voličů. V druhém kole prezidentských voleb v roce 2013 první místo obsadil Miloš Zeman (81 hlasů) a druhé místo obsadil Karel Schwarzenberg (37 hlasů). Volební účast byla 83,80 %, tj. 119 ze 142 oprávněných voličů.
V prvním kole prezidentských voleb v roce 2018 první místo obsadil Miloš Zeman (59 hlasů), druhé místo obsadil Jiří Drahoš (27 hlasů) a třetí místo obsadil Marek Hilšer (11 hlasů). Volební účast byla 84,67 %, tj. 116 ze 137 oprávněných voličů. V druhém kole prezidentských voleb v roce 2018 první místo obsadil Miloš Zeman (77 hlasů) a druhé místo obsadil Jiří Drahoš (39 hlasů). Volební účast byla 85,40 %, tj. 117 ze 137 oprávněných voličů.
V prvním kole prezidentských voleb v roce 2023 první místo obsadil Andrej Babiš (51 hlasů), druhé místo obsadil Petr Pavel (35 hlasů) a třetí místo obsadil Jaroslav Bašta (11 hlasů). Volební účast byla 84,89 %, tj. 118 ze 139 oprávněných voličů. V druhém kole prezidentských voleb v roce 2023 první místo obsadil Petr Pavel (61 hlasů) a druhé místo obsadil Andrej Babiš (61 hlasů). Volební účast byla 84,83 %, tj. 123 ze 145 oprávněných voličů.

## Pamětihodnosti
- pomník obětem první a druhé světové války
- přírodní památka Klučovský kopec západně od obce

## Osobnosti
- Zdeněk Hlouch (1912–?), politik
- Josef Krška (1872–1946), legionář[27]